# Neolamprologus buescheri
Neolamprologus buescheri – słodkowodna, drapieżna ryba z rodziny pielęgnicowatych. Hodowana w akwariach. 
Występowanie: litoral skalny jeziora Tanganika w Afryce, wzdłuż wybrzeży Zambii, na głębokości 16–18 m. Gatunek endemiczny.

## Opis
Ciało bocznie spłaszczone, wydłużone, jasne, o długości do 7 cm. Dwa czarne pasy: jeden wzdłuż grzbietu, drugi od oka do nasady płetwy ogonowej. Niebieskie krawędzie płetw. Na płetwie grzbietowej ciemny pasek. 
Ryby terytorialne, agresywne, wyznaczają duże rewiry, których zaciekle bronią. Dobierają się w pary (gatunek monogamiczny). Za swoją kryjówkę i miejsce rozrodu obierają groty lub szczeliny skalne. Samica składa (zwykle na sklepieniu groty) do 30 ziaren ikry. Larwy wykluwają się po około 2 dniach, a po kolejnych 8 dniach narybek rozpoczyna samodzielne żerowanie. Opieką nad ikrą i narybkiem zajmuje się samica. Samiec broni rewiru przed intruzami.
Dymorfizm płciowy: samce większe od samic.
| Zalecane warunki w akwarium | Zalecane warunki w akwarium          |
| --------------------------- | ------------------------------------ |
| Zbiornik                    | minimum 60 cm dla jednej pary        |
| Temperatura wody            | 25–28 °C                             |
| Twardość wody               | twarda 8–25°n                        |
| Skala pH                    | 7,5–8,5                              |
| Pokarm                      | żywy, mrożony, kawałki rybiego mięsa |